# CATCH UP DREAM
「CATCH UP DREAM」（キャッチ アップ ドリーム）は、丹下桜の5作目のシングルである。1998年3月27日に、KONAMIより発売された。

## 収録曲
1. CATCH UP DREAM [4:01]
  - 作詞：丹下桜、作曲：ながつきまろん、編曲：水島康貴
  - 文化放送ラジオ「CLUBときめきメモリアル」エンディングテーマ
2. それがあなたのいいところ [5:54]
  - 作詞：丹下桜、作曲：宮島律子、編曲：岩本正樹
  - ドラマCD『ときめきメモリアル〜虹色の青春〜』秋穂みのりテーマソング
3. CATCH UP DREAM（karaoke） [4:01]
4. それがあなたのいいところ（karaoke） [5:50]